# 謝廷讚
謝廷讚（16世紀—17世紀），字曰可，號山子，江西撫州府金谿縣人，明朝政治人物。

## 生平
萬曆二十五年（1597年）丁酉科順天鄉試第二名舉人，二十六年（1598年）聯捷戊戌科進士，未授官已經指出礦稅害處。刑部觀政，授刑部主事，二十八年（1600年）皇長子朱常洛達適婚之齡，左都御史溫純、禮科給事中楊天民、御史馮應鳳相繼進言，明神宗都不予理睬；謝廷讚於是上疏：「閣員應該儘快補任，尚書應該儘快選用，礦稅應該儘快撤銷，冠婚應該儘快舉行，詔合應該講求信譽。」持奏疏在文華門久跪。神宗大怒，命令宦官田義詰責。
幾天後，神宗召來趙志皋、沈一貫擬定諭令給禮部準備儀式，諭令呈上後並未發布；二人催促神宗，神宗就說：「謝廷讚出面邀功，以致不等待命令，現在示各部靜候。」結果謝廷讚遭褫奪官職，同年未能進行冊立禮。謝廷讚僑居維揚教學，數年後卒。天啟年間追贈尚寶司卿。

## 家族
曾祖謝傑，运使。祖謝廣受，庠生。父謝相，嘉靖十六年舉人，官知州。兄謝廷諒。

## 延伸阅读
[在维基数据编辑]
 《明史卷二百三十三》，出自《明史》